# Olerospila
Olerospila là một chi bướm đêm thuộc họ Geometridae.